# Russell Wong
Pour les articles homonymes, voir Wong.
Russell Wong, né le 1er mars 1963 à Troy (État de New York), est un acteur américain.
Ses frères Michael Wong et Declan Wong sont également acteurs à Hong Kong.

## Filmographie
- 1985 : Ge wu sheng ping : Russell
- 1986 : Gwai ma haau yuen : Mr. Wong, the Physical Education Teacher
- 1986 : Taï-Pan de Daryl Duke : Gordon Chen
- 1987 : La Main jaune (TV)
- 1987 : China Girl de Abel Ferrara : Yung Gan
- 1988 : C.A.T. Squad: Python Wolf (TV)
- 1989 : Héroïne Connection : Bobby Chow
- 1989 : Eat a Bowl of Tea de Wayne Wang : Ben Loy
- 1990 : China Cry: A True Story : Lam Cheng Shen
- 1991 : New Jack City de Mario Van Peebles : Park
- 1992 : Xia ri qing ren de Clifton Ko : Zeniger
- 1993 : Geoffrey Beene 30 : Man
- 1993 : Le Club de la chance : Lin Xiao
- 1994 : Chunggamsuk de Tony Leung Siu Hung : Ken
- 1994 : Vanishing Son (TV) : Jian-Wa
- 1994 : Vanishing Son II (TV) : Jian-Wa
- 1994 : Vanishing Son III (TV) : Jian-Wa
- 1994 : Vanishing Son IV (TV) : Jian-Wa
- 1995 : Vanishing Son (série télévisée) : Jian-Wa Chang
- 1998 : The Prophecy 2 (vidéo) : Danyael
- 2000 : The Tracker (TV) : Rick Tsung
- 2000 : Cybertraque de Joe Chappelle : Tsutomu Shimomura
- 2000 : Roméo doit mourir de Andrzej Bartkowiak : Kai
- 2001 : L'Empire du roi-singe ou La Légende de Monkey King (The Lost Empire ou The Monkey King) de Peter MacDonald : Monkey King
- 2003 : Black Sash (série télévisée) : Tom Chang
- 2004 : Instincts meurtriers de Philip Kaufman : Lieutenant Tong
- 2005 : Undoing : Leon
- 2005 : Inside Out : Frank
- 2005 : Honor : Ray
- 2008 : La Momie : La Tombe de l'empereur Dragon de Rob Cohen : Ming Guo
- 2008 : Funérailles d'enfer de Anna Chi : Alexander
- 2009 : Sanctuary : Patrick
- 2010 : Nikita (série télévisée) : Victor Han (Saison 1, épisode 4)
- 2011 : What Women Want
- 2018 : Forever Young : le général
- 2019 : Évasion 3 : The Extractors (Escape Plan: The Extractors) de John Herzfeld :  Wu Zhang
- 2024 : NCIS : Enquêtes spéciales : Feng Zhao (saison 21, épisode 5)